# SN 1963T
SN 1963T – supernowa odkryta 21 października 1963 roku w galaktyce PGC0005170. W momencie odkrycia miała maksymalną jasność 17,50m.